# یوئن راون
یوئن راون (دانمارکی: Jørgen Ravn; ۹ ژانویهٔ ۱۸۸۴ – ۱ دسامبر ۱۹۶۲) ژیمناست هنری اهل دانمارک بود.